# 郝譽翔
郝譽翔（1969年10月21日—），國立臺北教育大學語文與創作學系教授，曾任國立中正大學臺灣文學研究所教授、國立東華大學中國語文學系副教授與教授，為臺灣小說家。

## 經歷
1969年10月21日生於高雄，成長於北投。國中就讀士林國中。高中就讀臺北市立中山女中。1987年進入國立臺灣大學政治系就讀，後轉系至中文系。1998年以論文《儺：中國儀式戲劇之研究》，獲國立臺灣大學文學博士。
取得博士學位後，獲聘至國立東華大學人文社會社會學院中國語文學系擔任助理教授並升等至教授（1998–2010），對於這段經歷，郝譽翔提到：
|                          | 故就這點而言，我是無比幸運的，在台大這座自由開放的學府從大學讀到博士，總共十一年之久，畢業後又因緣巧合去到東華大學，一個與台灣西部隔絕，面對太平洋故竟比台大還要更形開闊的新天地，又度過了被海洋和山脈環繞的十二年歲月，與師長同儕們一起盡情編織文學的美夢。 幾部大塊頭的文學經典：《追憶逝水年華》、《浮士德》、《尤里西斯》、《奧德賽》、《伊里亞德》……我都是在這幾年中把它細細讀完，更不用說我鍾愛的幾位導演：柏格曼、帕索里尼、荷索、安哲羅普洛斯的電影，也被我用繫年的方式，日日在家為自己一人舉辦小型的影展。 過去在台北心情浮躁，總是難以進入這些偉大創作者的深邃世界，而如今來到了花蓮，忽然一切都沉靜下來，竟恍然大悟那些白紙黑字和光點交織成的影像，到底在向我訴說些什麼？ |
| ——郝譽翔，聯合副刊，2019 | |

後任國立中正大學臺灣文學研究所教授，現任國立臺北教育大學語文與創作學系教授，教授文學創作與現當代小說相關課程，並從事寫作。
郝譽翔的小說被歸類為女性都市文學範疇，散文則多屬旅行與家族史書寫。曾獲金鼎獎圖書類文學獎、中山文藝創作獎、時報開卷年度好書獎、聯合文學小說新人獎、時報文學獎、中央日報文學獎、臺北文學獎、新聞局優良電影劇本獎等。

## 作品
小說
- 《上海教父 1920》（允晨，1991）
- 《洗》（聯合文學，1998）
- 《逆旅》（聯合文學，2000）（二版，聯合文學，2010）
- 《初戀安妮》（聯合文學，2003）
- 《那年夏天，最寧靜的海》（聯合文學，2005）中國時報2005年開卷十大好書
- 《幽冥物語》（聯合文學，2007）

散文集
- 《衣櫃裡的秘密旅行》（天培文化，2000）
- 《一瞬之夢：我的中國紀行》（高寶，2007）
- 《溫泉洗去我們的憂傷：追憶逝水空間》（九歌，2011）中山學術文化基金會2012年文藝創作獎
- 《回來以後》（有鹿文化，2013）
- 《和妳直至天涯海角：帶著女兒用旅行張望世界》（時報文化，2017）
- 《城北舊事》（有鹿文化，2023）

電影劇本
- 《松鼠自殺事件》（新聞局，2002）行政院新聞局2004優良電影劇本獎

學術論著
- 《民間目連戲中庶民文化之探討：以宗教、道教與小戲為核心》（文史哲，1998）
- 《儺：中國儀式戲劇之研究》（博士論文，1998）
- 《情慾世紀末：當代臺灣女性小說論》（聯合文學，2001）
- 《大虛構時代：當代臺灣文學光譜》（聯合文學，2008）
- 《城市異鄉人：城市．現代小說．五四世代》（聯經，2024）

編著
- 《臺灣現代文學教程：小說讀本》（二魚文化，2002，與梅家玲共同編著）（增訂版，二魚文化，2012）
- 《九十五年小說選》（九歌，2007）

攝影文集
- 《年記1969：流動的夢境》（尖端，2020）

## 外部連結
- 郝譽翔的Facebook專頁
- 郝譽翔的部落格
- 國立臺北教育大學語文與創作學系教師介紹：郝譽翔
- 郝譽翔在互联网电影资料库（IMDb）上的資料（英文）（英文）
- 郝譽翔 [追憶似水年華──1980年代]

1. ↑  . 【釀酵記憶・花創未來】花蓮文化創意產業園區場域創新計畫線上成果展.   [2023-10-31]. （原始内容存档于2023-10-31） （中文（臺灣））.